# 京都市立芸術大学
京都市立芸術大学（きょうとしりつげいじゅつだいがく、英語: Kyoto City University of Arts）は、日本の公立大学である。京都府京都市下京区崇仁地区に本部を置く。略称は京都芸大、京芸、KCUA。
日本最古の芸術系大学であり、日本では初の公立の絵画専門学校を母体に設立された。

## 沿革

### 略歴
1880年（明治13年）に開学した京都府の京都府画学校が起源。6月に太政大臣三条実美により「日本最初京都画学校」と命名され、7月に京都御苑内の旧准后里御殿仮校舎で開校式が行われた。
背景には、東京奠都によるパトロンの喪失、文明開化による伝統文化の冷遇などから、円山派や四条派といった京都画壇の諸派が危機に陥ったことにある。美術を立て直すために市民の間から美術家養成機関としての近代的な「学校」を作ろうという声が高まり、その熱意の結果創立されたものである。これには同じく文明開化で低迷していた京都の主力産業である伝統工芸の近代化を支援するため、密接な関係にある美術界を盛んにする目的もあった。
当時、京都の芸術界を取り巻く環境は厳しく、幕末の元治元年（1864年）、佐幕諸藩と長州藩が衝突した禁門の変に端を発した戦火は市中を覆い、約2万7千軒の家屋が焼失した。政治的混乱で復興も進まないまま、江戸幕府は消滅。明治新政府の発足とともに首都の座は東京に移り、京都市域の人口は35万人から20万人あまりに激減したとされる。国の絵師たちも打撃を受け、京都は朝廷や公家など有力者の仕事を請け負う全国の絵師のほか、数多くの町絵師を抱えていたが、人口減と経済低迷で絵の買い手がなくなった。染色の図案や測量図面を描いて日銭を稼ぐ絵師もいたともされている。画学校の設立には、京都だけでなく日本国の芸術界の存亡がかかっていた。
学校設立に奔走したのは市井に生きた絵師たちである。明治11年（1878年）、京都府知事槇村正直に提出された学校設立の建議書には、京都芸術界の主流である四条派を率いた幸野楳嶺のほか、鈴木派の久保田米僊らが名を連ねた。初代校長に就いた田能村直入は南画界の大御所だが、各地の有力者を回って資金を広く集めた。
流派を超えた連携に、偶然の出会いが重なる。学校発足翌年、北垣国道は府知事に就任すると、資金面などで学校を支えた。北垣は幕末にスパイと間違えられ処刑されそうになったが、森派の絵師森寛斎の取りなしで命を救われ、絵師たちと知己があったのではないかとされている。
芸術を支えるには経済力を背景にした都市の「力」が不可欠な為、その意味でも北垣の存在は大きかった。京都は事業を通じ、復興を成し遂げると産業界が質の高い工芸品を作れる優秀な人材を欲したことで学校の存在感は高まり、芸術界に逸材を送り込んでいった。
画学校では修業年限3年間のうちに文人画や大和絵、狩野派など日本の美術の諸派を学ばせた。また、殖産興業のために工芸品の意匠・デザインに関する教育を行なうことも目的の一つであり、その課程に西洋画を導入したことは当時としては画期的であった。西洋画は当初日本では、芸術文化の類というよりは建築などの図面を描く工業技術として、京都府画学校創立に先立つ1876年（明治9年）、工部美術学校などで導入されていたからである。工部美術学校がアーネスト・フェノロサらによって西洋美術学習・研究の発展を妨害され、後発の東京美術学校もフェノロサや岡倉天心の意向によりながらく西洋画科が置かれなかったのとは対照的である。
過去には京都市の財政難で国立大学へと移管する話もあったが、京都市民の熱望の賜物である学校の窮状を救おうと、古くからの町衆や旧家などから存続のための多数の寄付を受け、京都市立音楽短期大学と統合した今も市立大学であり続けている。

#### 芸術家・デザイナーの輩出
古くは京都画壇の中心地であったと言われ、また京都の陶磁器、漆工芸、染織などの地場産業に多くの人材を供給して活発化させた。明治以来多くの日本画家、洋画家、版画家、陶芸家、染織家、デザイナー、音楽家、現代美術作家を養成してきた。
嘗てより徹底した少人数教育を行っている。卒業生は現代美術家の草間彌生や女性初の文化勲章受章者である上村松園、サグラダ・ファミリア主任彫刻家の外尾悦郎、ウィーン・トーンキュンストラー管弦楽団首席指揮者の佐渡裕、直木賞受賞推理作家黒川博行、日本人女性初のアカデミー賞（衣裳デザイン賞）を受賞したワダ・エミ、重要無形文化財「木工芸」保持者の人間国宝村山明、重要無形文化財「友禅」保持者の人間国宝森口邦彦らなどといった国内外問わず第一線で活躍する数多のアーティスト、教育者、研究者を育成及び輩出しており、欧州の伝統的な芸術大学との交流も盛んである。教職員と卒業生と中には、文化勲章を授与された人物16名、日本芸術院の会員24名、人間国宝に認定されたアーティスト10名がいる。
テクノロジー企業への就職者も多く、特に任天堂やSONYへの年間就職者数が芸術大学の中でも多い。ゲーム会社への就職者はゲームキャラクターデザイナーだけでなく、任天堂が展開している主力サービス『ニンテンドーeショップ』『Nintendo Switch Online』などといったオンラインサービス分野でのUI / UX設計を手掛ける藤野洋右を輩出するなど分野は多岐にわたる。

### 年表

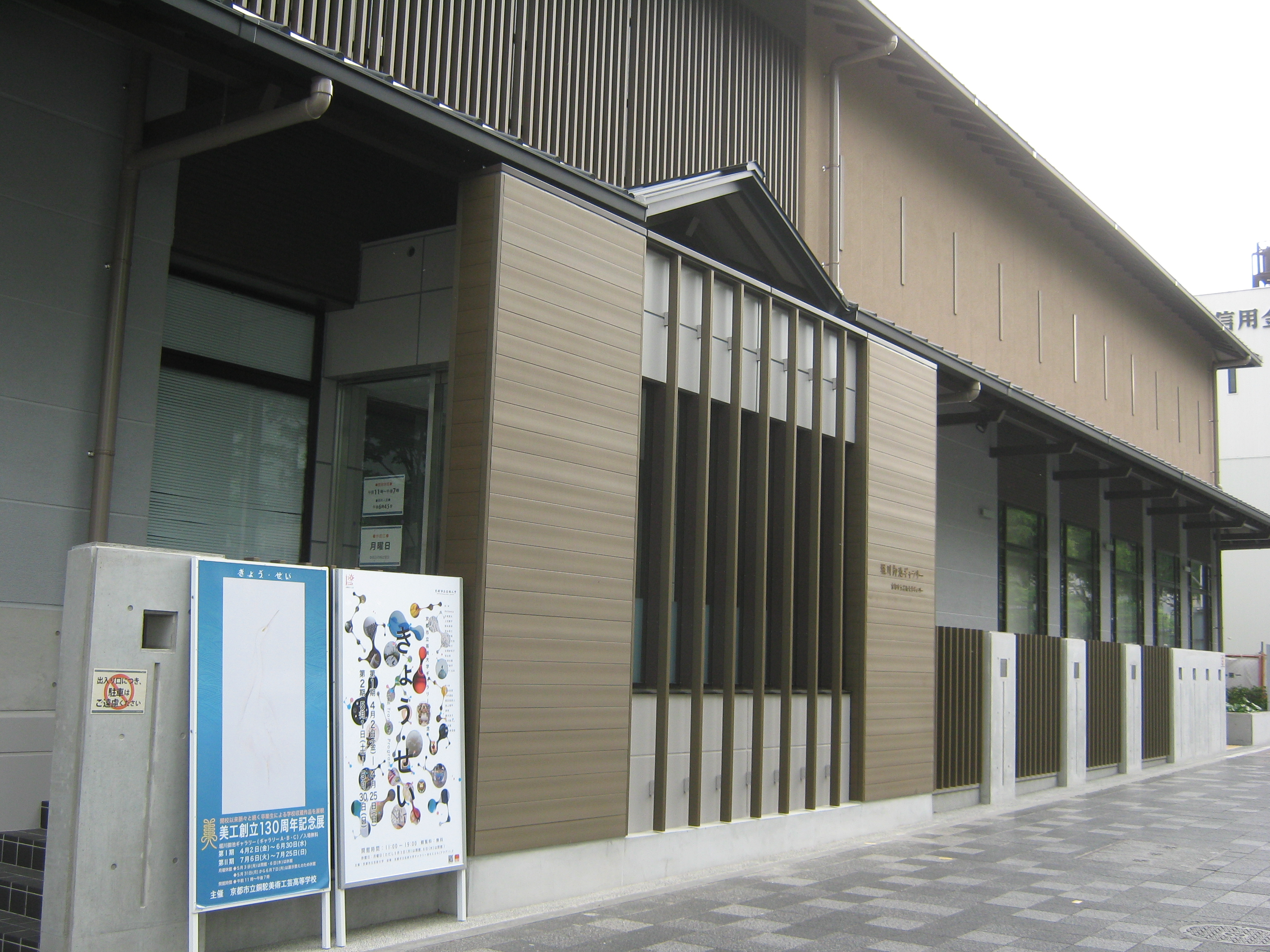
京都市立芸術大学ギャラリー@KCUAの入る堀川御池ギャラリー（京都市中京区）

- 1880年（明治13年） - 京都府画学校創立（京都御苑旧准后里御殿を仮校舎とする）。
- 1882年（明治15年） - 暴風のため校舎破損、河原町の織殿（おりどの）へ移転。
- 1885年（明治18年） - 河原町の元勧業場跡へ移転。
- 1889年（明治22年） - 京都府から京都市の経営に移り、京都市画学校と改称、京都御苑内博覧会東館へ移転。
- 1890年（明治23年） - 東山の華頂山麓にある知恩院通照院へ移転。
- 1891年（明治24年） - 京都市美術学校と改称。
- 1893年（明治26年） - 京都御苑内東南隅の新校舎へ移転。
- 1894年（明治27年） - 京都市美術工芸学校と改称。
- 1901年（明治34年） - 京都市立美術工芸学校と改称。
- 1907年（明治40年） - 上京区吉田川端通荒神口の新校舎へ移転。
- 1909年（明治42年） - 京都市立絵画専門学校を新設・開校（校長は兼任、美術工芸学校の校舎の一部を転用、美術工芸学校と併設）。
- 1926年（大正15年） - ともに東山区今熊野日吉町の新校舎（現在の智積院宗務庁建物）へ移転。

京都市立美術工芸学校は後に京都市立美術高等学校となり、京都市立日吉ヶ丘高等学校ほかに継承、日吉ヶ丘高等学校美術工芸科は1980年に独立し、京都市立銅駝美術工芸高等学校となる）。
- 1945年（昭和20年） - 京都市立絵画専門学校が京都市立美術専門学校と改称。
- 1948年（昭和23年） - 京都市立堀川高等学校に音楽課程設立。
- 1950年（昭和25年） - 京都市立美術専門学校をもとに京都市立美術大学創立。京都市立堀川高等学校音楽課程に専攻科設立。
- 1952年（昭和27年） - 堀川高等学校音楽課程専攻科が、京都市立音楽短期大学として独立（北区出雲路立本町）。
- 1956年（昭和31年） - 京都市立音楽短期大学が左京区聖護院の京都市警察学校跡地（現在の京都市武道センター）へ移転

京都市立堀川高等学校音楽課程も共に聖護院へ移転、1980年に沓掛の京都芸大隣接地に移転、1997年に京都市立音楽高等学校（現：京都市立京都堀川音楽高等学校）となる。
- 1969年（昭和44年） - 市立美術大学と市立音楽短期大学が統合し、京都市立芸術大学となり2カ所で開学。
- 1970年（昭和45年） - 南校舎から出火。隣接する智積院宝物殿に飛び火し大屋根を焦がした[9]。
- 1974年（昭和49年） - 梅原猛教授が学長となる。
- 1975年（昭和50年） - 校舎火災により山科への移転案が出されたが、名神高速道路沿いの騒音地のため移転反対運動が起きる。
- 1980年（昭和55年） - 今熊野と聖護院から、郊外の新興住宅地に近い西京区大枝沓掛町に統合移転。大学院美術研究科修士課程設置。
- 1986年（昭和61年） - 大学院音楽研究科修士課程設置
- 2000年（平成12年） - 大学院美術研究科博士（後期）課程設置、日本伝統音楽研究センター開設。大学院美術研究科修士課程（保存修復専攻）設置。創立120周年。
- 2003年（平成15年） - 大学院音楽研究科博士（後期）課程設置。
- 2010年（平成22年） - 4月、中京区油小路通御池押油小路町の堀川音楽高校隣接地に京都市立芸術大学ギャラリー（「@KCUA」、アクア）開館。名称は大学の英語表記「Kyoto City University of Arts」の頭文字に由来する。
- 2012年（平成24年） - 4月、公立大学法人化。
- 2013年（平成25年） - 3月、京都駅東の下京区崇仁地区への移転を求める要望書を京都市に提出。
- 2014年（平成26年） - 1月、京都駅東側への移転整備を京都市が発表。
- 2014年（平成26年） - 4月、芸術資源研究センター開設。
- 2023年（令和5年） - 10月1日、JR京都駅北東側（京都市下京区）の新校舎に移転[10]。

## 基礎データ

### 所在地
- 西京沓掛キャンパス（京都府京都市西京区大枝沓掛町13-6）

## 教育および組織

### 組織

#### 学部
- 美術学部
  - 美術科
    - 日本画専攻
    - 油画専攻
    - 版画専攻
    - 構想設計専攻
    - 彫刻専攻

  - デザイン科
    - 総合デザイン専攻
    - デザインB専攻

  - 工芸科
    - 陶磁器専攻
    - 漆工専攻
    - 染織専攻

  - 総合芸術学科
    - 総合芸術学専攻
- 音楽学部
  - 音楽学科
    - 作曲専攻
    - 指揮専攻
    - ピアノ専攻
    - 弦楽専攻
    - 管・打楽専攻
    - 声楽専攻
    - 音楽学専攻

#### 大学院
修士（博士前期）課程
- 美術研究科
  - 絵画専攻
    - 日本画・油画・版画・構想設計（※2012年、造形構想から変更）
- 彫刻専攻
  - 彫刻
- デザイン専攻
  - ビジュアルデザイン・環境デザイン・プロダクトデザイン
- 工芸専攻
  - 陶磁器・漆工・染織
- 芸術学専攻
- 保存修復専攻

- 音楽研究科
  - 作曲・指揮専攻（作曲）
  - 作曲・指揮専攻（指揮）
  - 器楽専攻（ピアノ）
  - 器楽専攻（弦楽）
  - 器楽専攻（管・打楽）
  - 声楽専攻
  - 音楽学専攻
  - 日本音楽研究専攻

博士後期課程
- 美術研究科
  - 美術専攻

（以下は研究領域）
- - 日本画
  - 油画
  - 版画
  - メディア・アート
  - 彫刻
  - ビジュアルデザイン
  - 環境デザイン
  - プロダクト・デザイン
  - 陶磁器
  - 漆工
  - 染織
  - 産業工芸・意匠
  - 保存修復
  - 芸術学

- 音楽研究科
  - 音楽専攻

（以下は研究領域）
- - 作曲・指揮研究領域
  - 器楽研究領域
  - 声楽研究領域
  - 音楽学研究領域

#### 附属機関
- 研究センター
  - 日本伝統音楽研究センター
  - 芸術資源研究センター
  - @KCUA
- 大学施設
  - 附属図書館
  - 新研究棟
  - 講堂
  - 大学会館
- 資料館・ギャラリー
  - @KCUA
  - 芸大ギャラリー
    - 大ギャラリー
    - 小ギャラリー

  - 芸術資料館

##### @KCUA
堀川御池ギャラリー内に2010年に開館した大学のサテライト・スペースである。大学の英語表記 「Kyoto City University of Arts」 に「＠」をつけて「アクア」と読む。特別企画展のほか、大学の研究成果発表展、教員・在学生・卒業生による企画展など、年間約15本の展覧会が開催されている。

## 大学関係者と組織

### 大学関係者一覧
- 京都市立芸術大学の人物一覧

## 施設

### キャンパス
- 交通アクセス[12]：
  - 京阪京都交通「芸大前」下車すぐ

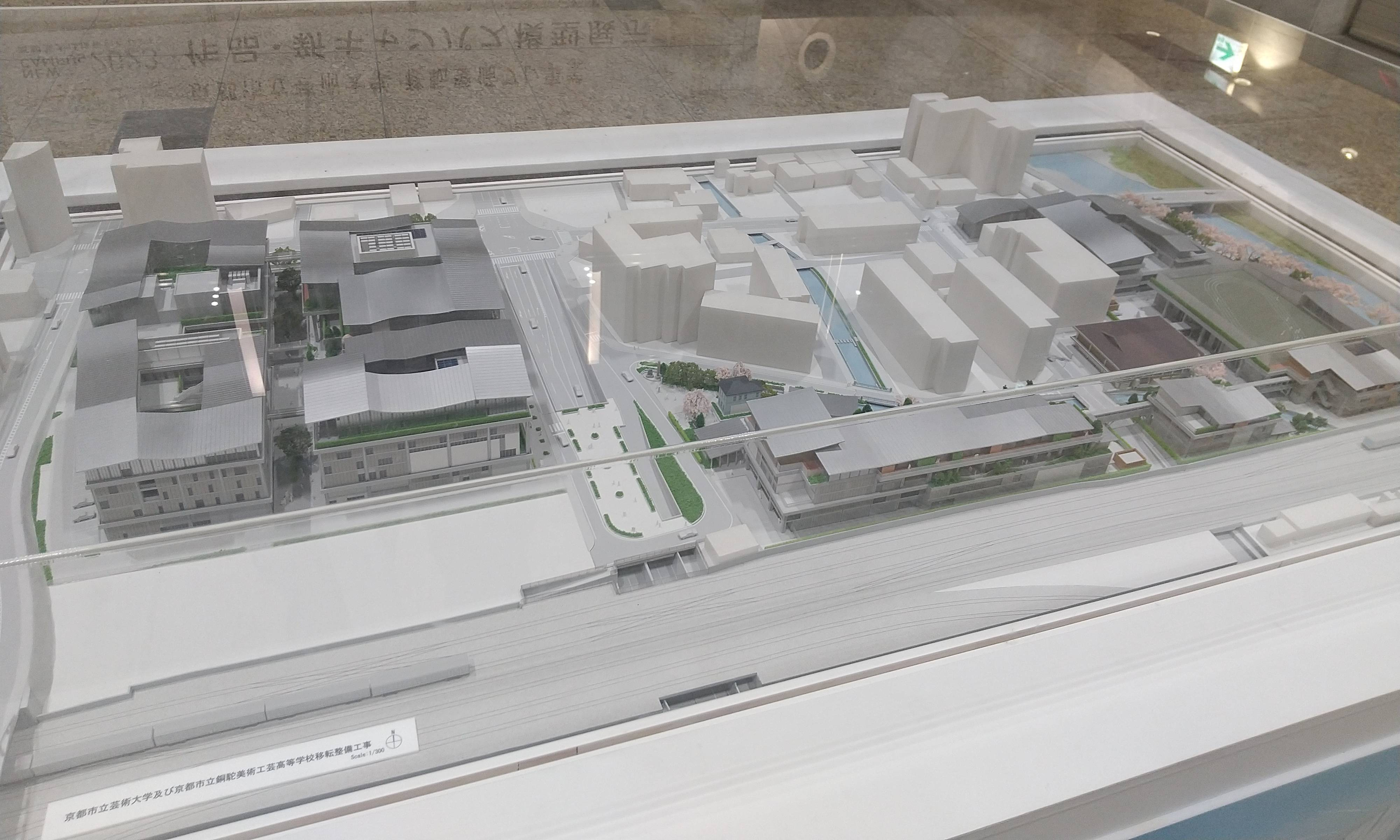
新キャンパスの模型

  - 京都市営バス「国道沓掛口」下車、徒歩約10分。
  - 京都市営バス「新林池公園」下車、徒歩約20分。

#### キャンパス移転

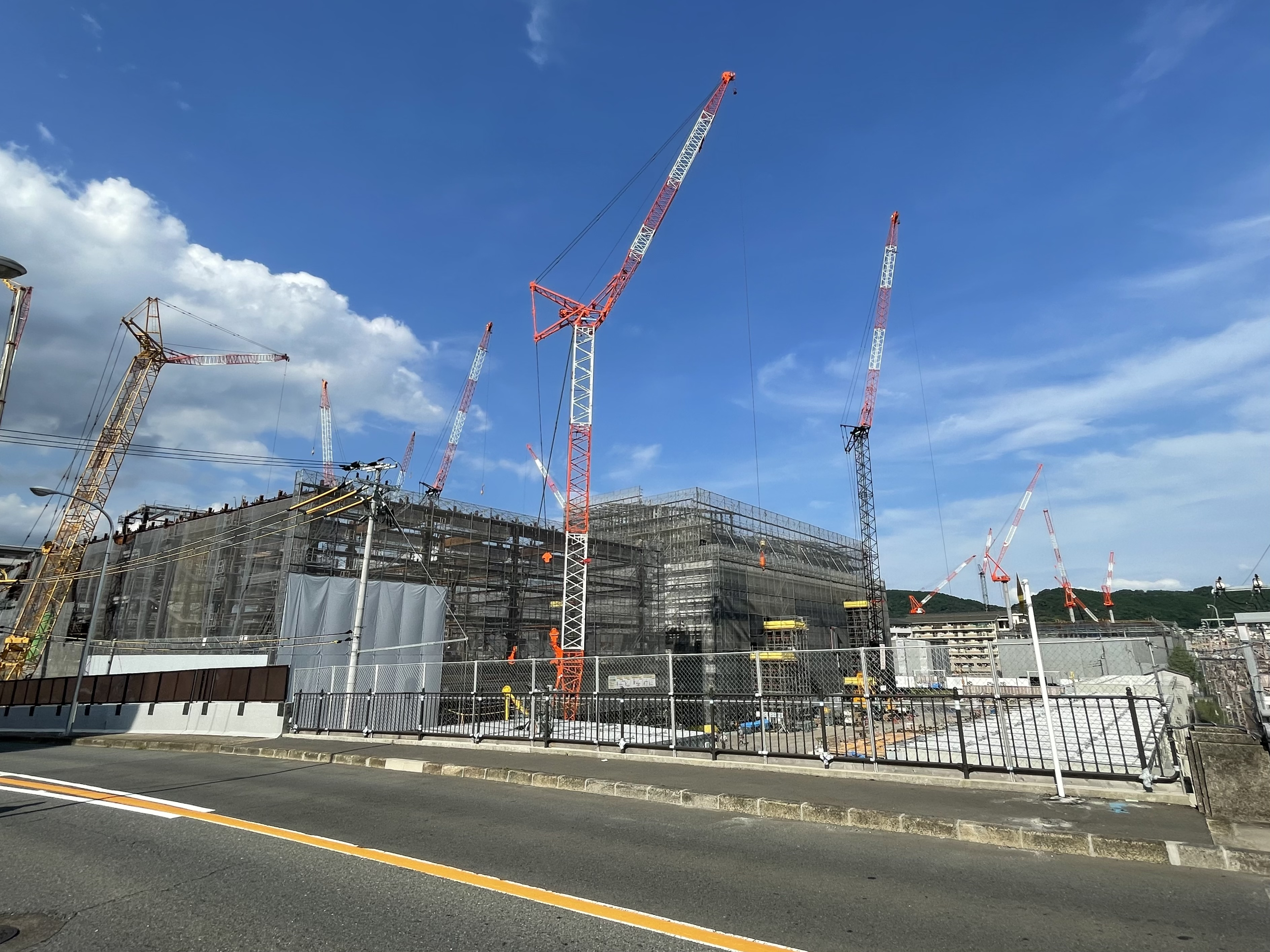
崇仁地区に建築中の京都市立芸術大学キャンパス（2022年8月）

1980年に、東山区今熊野の美術学部と左京区聖護院の音楽学部が、洛西ニュータウン付近の西京区大枝沓掛町に統合移転した。しかし沓掛キャンパスは郊外で交通アクセスが悪く、他大学や学外との交流に支障をきたしているほか、建物の老朽化の問題、傾斜地にあるためバリアフリー化が進まない問題などから都心への移転を模索する動きがあった。2013年3月には大学が市に対して、京都駅すぐ東側の崇仁小学校跡地（約1ヘクタール）を中心とした地域への移転と、合計4ヘクタールの用地確保を求める要望書を提出しており、これを受けて2014年1月に京都市は、大学の崇仁地区への移転整備と、大学転出後の洛西地区の活性化への取り組みを明らかにした。2023年秋に移転し開校する計画が公表されている。
建築費など約269億円は京都市が負担するが、備品などは大学側が購入する必要があり、卒業生らが2023年1月に作品をオークションにかけて収益を大学に寄付する計画である。
2023年10月1日、客員教授を務める皇族の彬子女王などおよそ600人が出席し、記念式典が行われた。

## 対外関係

### 地方自治体との協定
- 相互の教育の充実・発展に資することを目的とした包括協定[19]（2007年締結）
  - 京都市